# Streptocephalus longimanus
Streptocephalus longimanus är en kräftdjursart som beskrevs av Bond 1934. Streptocephalus longimanus ingår i släktet Streptocephalus och familjen Streptocephalidae. Inga underarter finns listade i Catalogue of Life.